# Oberleitungsbus Valparaíso
| An der Endhaltestelle Estación de Trolebúses |                |                        |                        |
| Streckenlänge: | 4,5 km         |                        |                        |
| Stromsystem: | 500–550 Volt = |                        |                        |
| |                |                        |                        |
| \| \| \| \| \| \| \| \| Plaza Aduana \| \| \| \| \| Betriebsstrecke \| \| \| \| \| La Matriz \| \| \| \| \| Plaza Echaurren \| \| \| \| \| Serrano \| \| \| \| \| Plaza Sotomayor \| \| \| \| \| Reloj Turri \| \| \| \| \| Pasaje Ross \| \| \| \| \| Almirante Martinez \| \| \| \| \| Melgarejo \| \| \| \| \| Aníbal Pinto \| \| \| \| \| Servicio de Salud \| \| \| \| \| Bellavista \| \| \| \| \| Arco Británico \| \| \| \| \| Municipalidad \| \| \| \| \| \| \| \| \| \| \| \| \| \| \| Plaza Victoria \| \| \| \| \| Calle Buenos Aires \| \| \| \| \| \| \| \| \| \| Las Heras \| \| \| \| \| Rodriguez \| \| \| \| \| Freire \| \| \| \| \| Francia \| \| \| \| \| Hospital \| \| \| \| \| Uruguay \| \| \| \| \| Barroso \| \| \| \| \| Juana Ross \| \| \| \| \| zum Depot \| \| \| \| \| Bienestar Armada \| \| \| \| \| \| \| \| \| \| Colón \| \| \| \| \| zum Depot \| \| \| \| \| Rancagua \| \| \| \| \| vom Depot \| \| \| \| \| Rancagua \| \| \| \| \| Pedro Montt \| \| \| \| \| Estación de Trolebúses \| \| \| \| \| \| \| |                |                        |                        |
| U-Bahn-Strecke von links · U-Bahn-Strecke von rechts |                |                        |                        |
| U-Bahn-Strecke · U-Bahn-Bahnhof |                | Plaza Aduana           | Plaza Aduana           |
| U-Bahn-Abzweig geradeaus und von links · U-Bahn-Abzweig geradeaus und von rechts |                | Betriebsstrecke        | Betriebsstrecke        |
| U-Bahn-Bahnhof · U-Bahn-Strecke geradeaus |                | La Matriz              | La Matriz              |
| U-Bahn-Strecke · U-Bahn-Bahnhof |                | Plaza Echaurren        | Plaza Echaurren        |
| U-Bahn-Bahnhof · U-Bahn-Strecke geradeaus |                | Serrano                | Serrano                |
| U-Bahn-Strecke · U-Bahn-Bahnhof |                | Plaza Sotomayor        | Plaza Sotomayor        |
| U-Bahn-Bahnhof · U-Bahn-Bahnhof |                | Reloj Turri            | Reloj Turri            |
| U-Bahn-Strecke · U-Bahn-Bahnhof |                | Pasaje Ross            | Pasaje Ross            |
| U-Bahn-Bahnhof · U-Bahn-Strecke geradeaus |                | Almirante Martinez     | Almirante Martinez     |
| U-Bahn-Strecke · U-Bahn-Bahnhof |                | Melgarejo              | Melgarejo              |
| U-Bahn-Bahnhof · U-Bahn-Strecke geradeaus |                | Aníbal Pinto           | Aníbal Pinto           |
| U-Bahn-Strecke · U-Bahn-Bahnhof |                | Servicio de Salud      | Servicio de Salud      |
| U-Bahn-Bahnhof · U-Bahn-Strecke geradeaus |                | Bellavista             | Bellavista             |
| U-Bahn-Strecke · U-Bahn-Bahnhof |                | Arco Británico         | Arco Británico         |
| U-Bahn-Bahnhof · U-Bahn-Strecke geradeaus |                | Municipalidad          | Municipalidad          |
| U-Bahn-Strecke nach halblinks · U-Bahn-Strecke nach halbrechts |                |                        |                        |
| U-Bahn-Strecke von halblinks · U-Bahn-Strecke von halbrechts |                |                        |                        |
| U-Bahn-Bahnhof · U-Bahn-Strecke |                | Plaza Victoria         | Plaza Victoria         |
| U-Bahn-Strecke geradeaus · U-Bahn-Bahnhof |                | Calle Buenos Aires     | Calle Buenos Aires     |
| U-Bahn-Verschwenkung nach links · U-Bahn-Verschwenkung nach rechts |                |                        |                        |
| U-Bahn-Bahnhof |                | Las Heras              | Las Heras              |
| U-Bahn-Bahnhof |                | Rodriguez              | Rodriguez              |
| U-Bahn-Bahnhof |                | Freire                 | Freire                 |
| U-Bahn-Bahnhof |                | Francia                | Francia                |
| U-Bahn-Bahnhof |                | Hospital               | Hospital               |
| U-Bahn-Bahnhof |                | Uruguay                | Uruguay                |
| U-Bahn-Bahnhof |                | Barroso                | Barroso                |
| U-Bahn-Bahnhof |                | Juana Ross             | Juana Ross             |
| U-Bahn-Abzweig geradeaus und nach links |                | zum Depot              | zum Depot              |
| U-Bahn-Bahnhof |                | Bienestar Armada       | Bienestar Armada       |
| U-Bahn-Verschwenkung von links · U-Bahn-Verschwenkung von rechts |                |                        |                        |
| U-Bahn-Bahnhof · U-Bahn-Bahnhof |                | Colón                  | Colón                  |
| U-Bahn-Abzweig geradeaus und nach links · U-Bahn-Kreuzung links |                | zum Depot              | zum Depot              |
| U-Bahn-Bahnhof · U-Bahn-Strecke geradeaus |                | Rancagua               | Rancagua               |
| U-Bahn-Abzweig geradeaus und von links · U-Bahn-Kreuzung |                | vom Depot              | vom Depot              |
| U-Bahn-Strecke · U-Bahn-Bahnhof |                | Rancagua               | Rancagua               |
| U-Bahn-Strecke · U-Bahn-Bahnhof |                | Pedro Montt            | Pedro Montt            |
| U-Bahn-Strecke · U-Bahn-Bahnhof |                | Estación de Trolebúses | Estación de Trolebúses |
| U-Bahn-Strecke nach links · U-Bahn-Strecke nach rechts |                |                        |                        |

Der Oberleitungsbus Valparaíso, spanisch Trolebús de Valparaíso, ist heute der einzige Oberleitungsbus-Betrieb in Chile. Betrieben wird er von der privaten Aktiengesellschaft Trolebuses de Chile S.A., abgekürzt TCSA. Die einzige elektrifizierte Strecke ist 4,5 Kilometer lang, erschließt die Stadt Valparaíso als Durchmesserlinie in Ost-West-Richtung und wird von der Linie 802 im dichten Takt bedient. Sie ist ferner auch als Linie 8 in das örtliche Omnibus-System Plan de Transporte Metropolitano de Valparaíso (TMV) integriert. Als Besonderheit wurde der Oberleitungsbus Valparaíso am 3. Juli 2003 vom chilenischen Staat als besonders erhaltenswertes Kulturgut eingestuft, spanisch monumento nacional genannt.

## Geschichte
Der Oberleitungsbus Valparaíso ging am 31. Dezember 1952 als zweites Netz des Landes in Betrieb, in der Hauptstadt Santiago de Chile existierte das Verkehrsmittel schon seit 1947. In Valparaíso löste der Oberleitungsbus dabei die Straßenbahn ab, die 1863 als Pferdebahn eröffnet und 1903 elektrifiziert wurde. Weitergenutzt wurde hingegen deren ebenfalls 1903 entstandenes Depot an der Avenida Independencia. Zunächst verkehrten die Oberleitungsbusse nur zwischen Estación de Trolebúses und Plaza Victoria (durch die Avenida Pedro Montt), erst am 7. Januar 1953 ging die Gesamtstrecke bis Plaza Aduana in Betrieb. Im Februar gleichen Jahres folgte schließlich die Eröffnung der zweiten Route durch die Avenida Colón.
Traditionell wurden die beiden chilenischen Oberleitungsbusnetze von der gleichen Gesellschaft geführt. Dieses Staatsunternehmen firmierte zunächst unter Empresa Nacional de Transportes Colectivos S.A. (ENT), ab 1953 dann als Empresa de Transportes Colectivos del Estado (ETCE). Ende der 1970er Jahre sank das Interesse des chilenischen Staates am Weiterbetrieb der beiden Netze, die Folge war die Betriebseinstellung in Santiago de Chile am 18. Juni 1978 und in Valparaíso am 30. November 1981.
Jedoch gelang es einigen Geschäftsleuten den Betrieb in Valparaíso schon am 26. April 1982 wieder aufzunehmen. Hierzu gründeten sie die private Gesellschaft mit beschränkter Haftung Empresa de Transportes Colectivos Eléctricos LTDA., abgekürzt ebenfalls ETCE. Auch der Oberleitungsbus in Santiago de Chile ging 1991 nochmal in Betrieb, schon 1994 erfolgte aber die endgültige Einstellung. Seither ist das Verkehrsmittel in Chile nur noch in Valparaíso anzutreffen.
Im Jahr 2000 musste die ETCE ihr bisheriges Trolleybusdepot an der Avenida Independencia aufgeben. Als Ersatz diente fortan ein provisorisches Gelände an der Avenida España, das jedoch nicht an das Fahrleitungsnetz angeschlossen war. Um umständliche Schleppfahrten zu vermeiden, stellte man die im Einsatz befindlichen Trolleybusse nachts entlang der Strecke ab. 2006 musste auch dieses Areal aufgrund eines Grundstücksverkaufs wieder aufgelassen werden. Nach einem kurzen Intermezzo auf einem Gelände in der zehn Kilometer entfernten Kleinstadt Placilla – und damit noch weiter abseits der Oberleitungsinfrastruktur gelegen – sind die Trolleybusse seit 2008 wieder in ihrem angestammten Depot aus der Straßenbahnzeit untergebracht.
Am 10. Mai 2007 erklärte sich die Betreibergesellschaft wegen wirtschaftlicher Probleme für bankrott und kündigte die Einstellung des Betriebs für den 15. Juni 2007 an. Insbesondere musste diese sich gegen die von der Stadtregierung geförderte Konkurrenz in Form von dieselgetriebenen Midibussen verschiedener privater Unternehmer durchsetzen. Deren Linienstruktur wurde im Januar 2007 neu organisiert, sie zeichnen sich durch einen günstigeren Fahrpreis, ein größeres Netz und höhere Geschwindigkeiten aus, wenngleich sie weniger Komfort bieten. Doch bereits zuvor gab es finanzielle Schwierigkeiten, so musste der elektrische Betrieb beispielsweise schon 2002 infolge nichtbezahlter Stromrechnungen drei Wochen lang eingestellt werden.
Nach der Zahlung von Subventionen durch die Regierung kurz vor Ablauf der Frist konnte der Fortbestand des Oberleitungsbusbetriebs jedoch gesichert werden. In diesem Zusammenhang wandelte sich die Gesellschaft, ebenfalls 2007, von einer GmbH in eine AG. Gleichzeitig änderte sie ihren Namen von ETCE in TCSA. Jedoch musste aufgrund der weiterhin angespannten Finanzsituation die ehemals zweite Oberleitungsbuslinie mit der Nummer 801 zum 1. September 2007 eingestellt werden. Sie verlief großteils identisch zur bestehenden Route, lediglich in Fahrtrichtung Plaza Aduana verkehrte sie nicht via Avenida Colón, sondern auf direktem Weg durch die Avenida Pedro Montt.
Heute beschäftigt die Trolleybusgesellschaft 60 Mitarbeiter. Das Unterwerk befindet sich in der Calle Aldunate, nahe dem zentralen Plaza Victoria. Es stammt von Westinghouse Electric und arbeitet nach dem Ignitron-Prinzip.

Trolleybusticket aus den 1980er Jahren
Von der TCSA ausgegebene Fahrscheine für die Linie 8
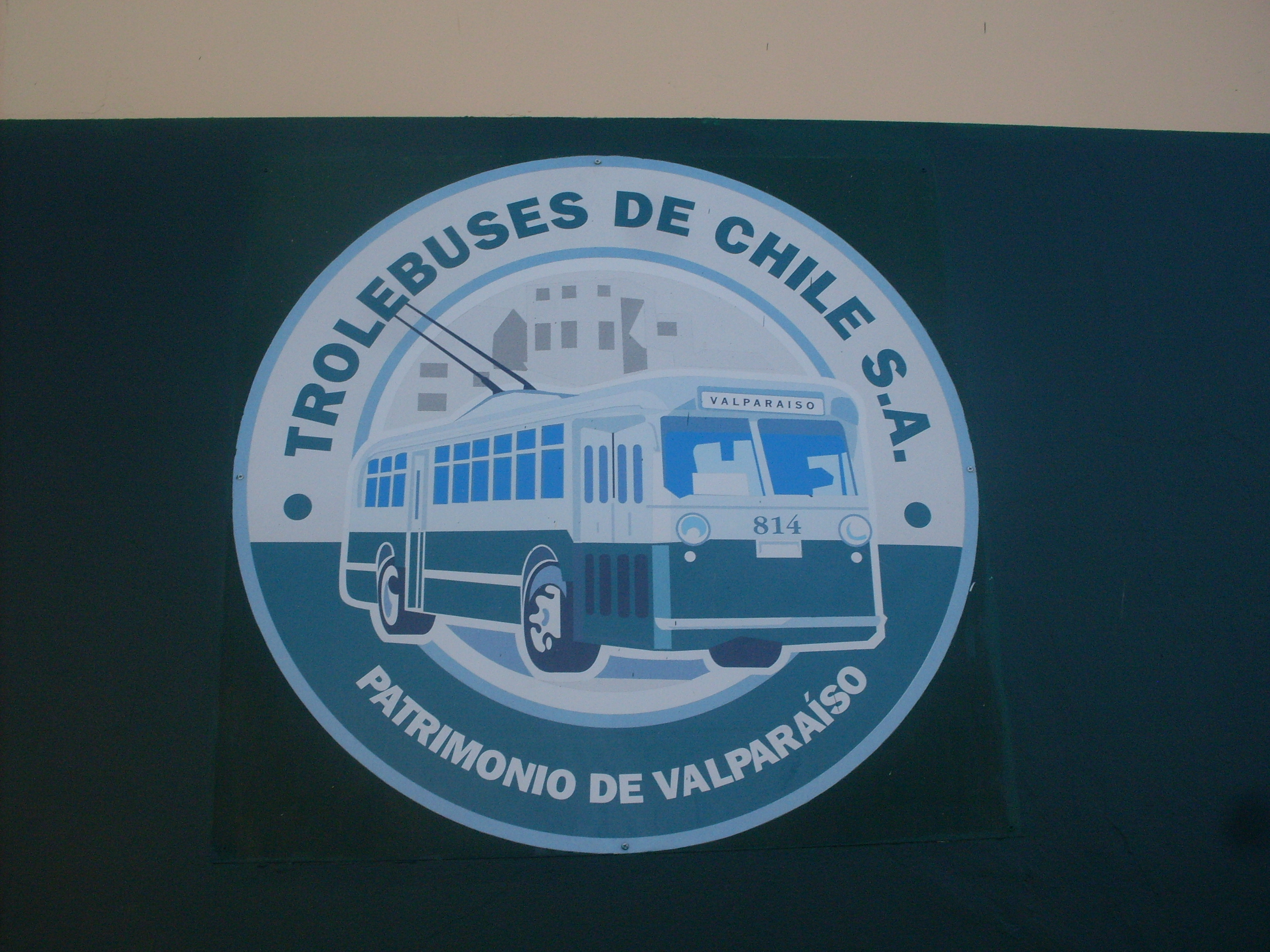
Logo der Gesellschaft

## Fahrzeuge

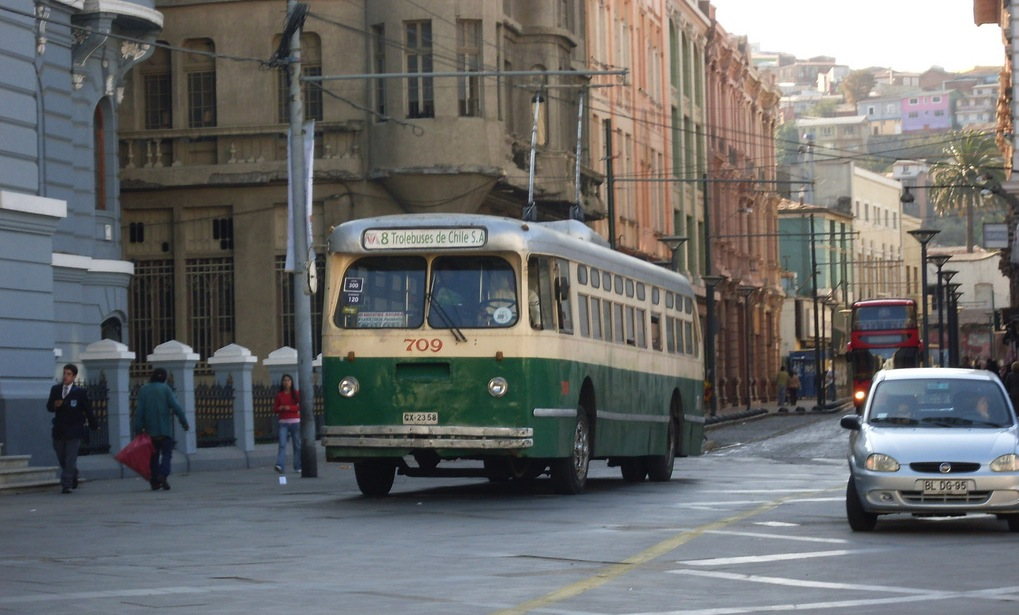
Pullman-Wagen 709

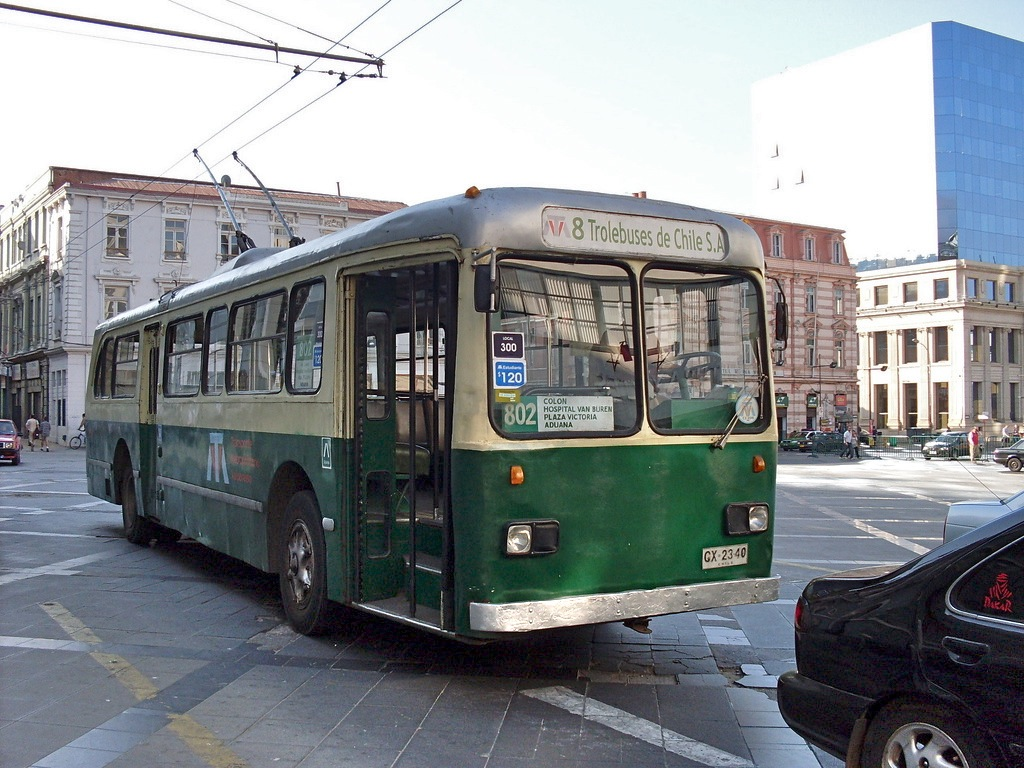
Der aus Santiago stammende Pullman-Wagen 859 verfügt über eine modernisierte Stirnfront

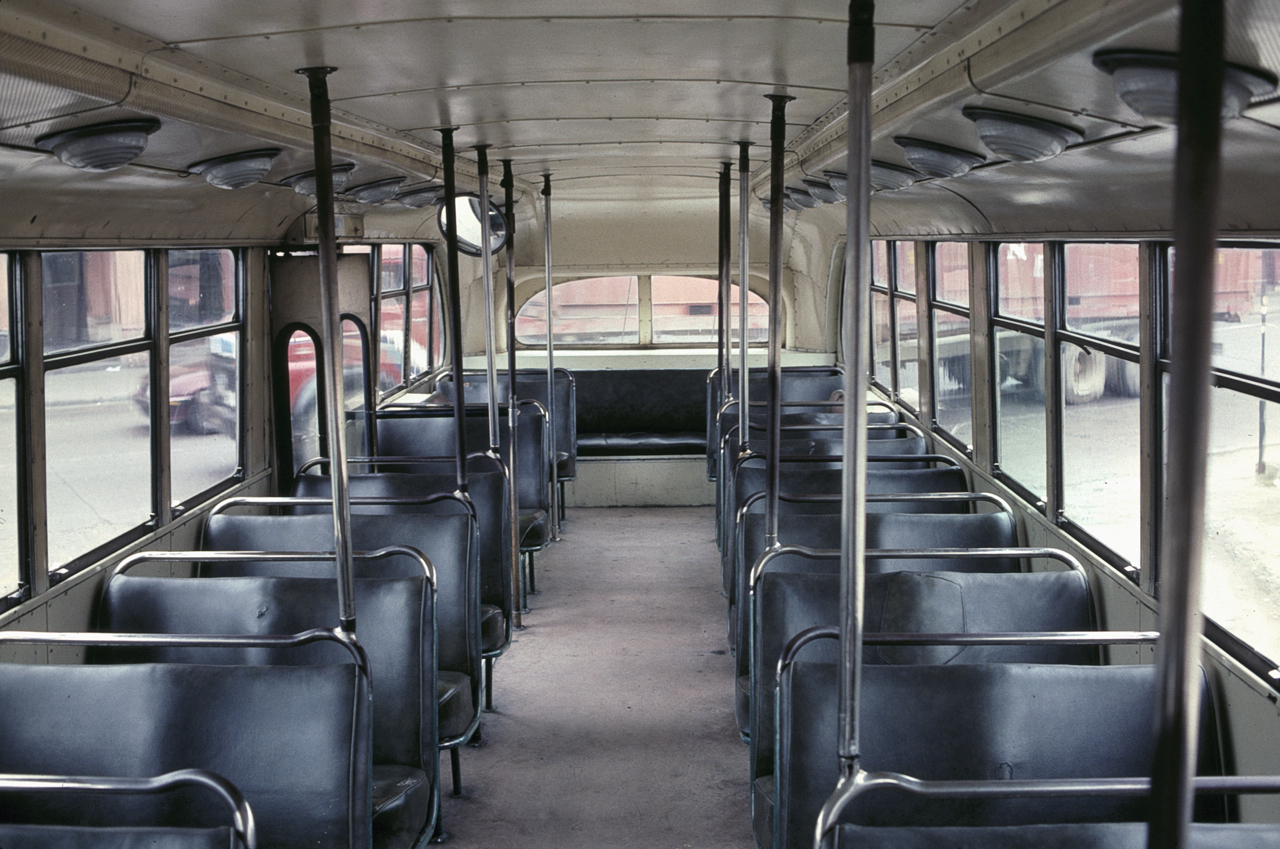
Inneneinrichtung des Wagens 832

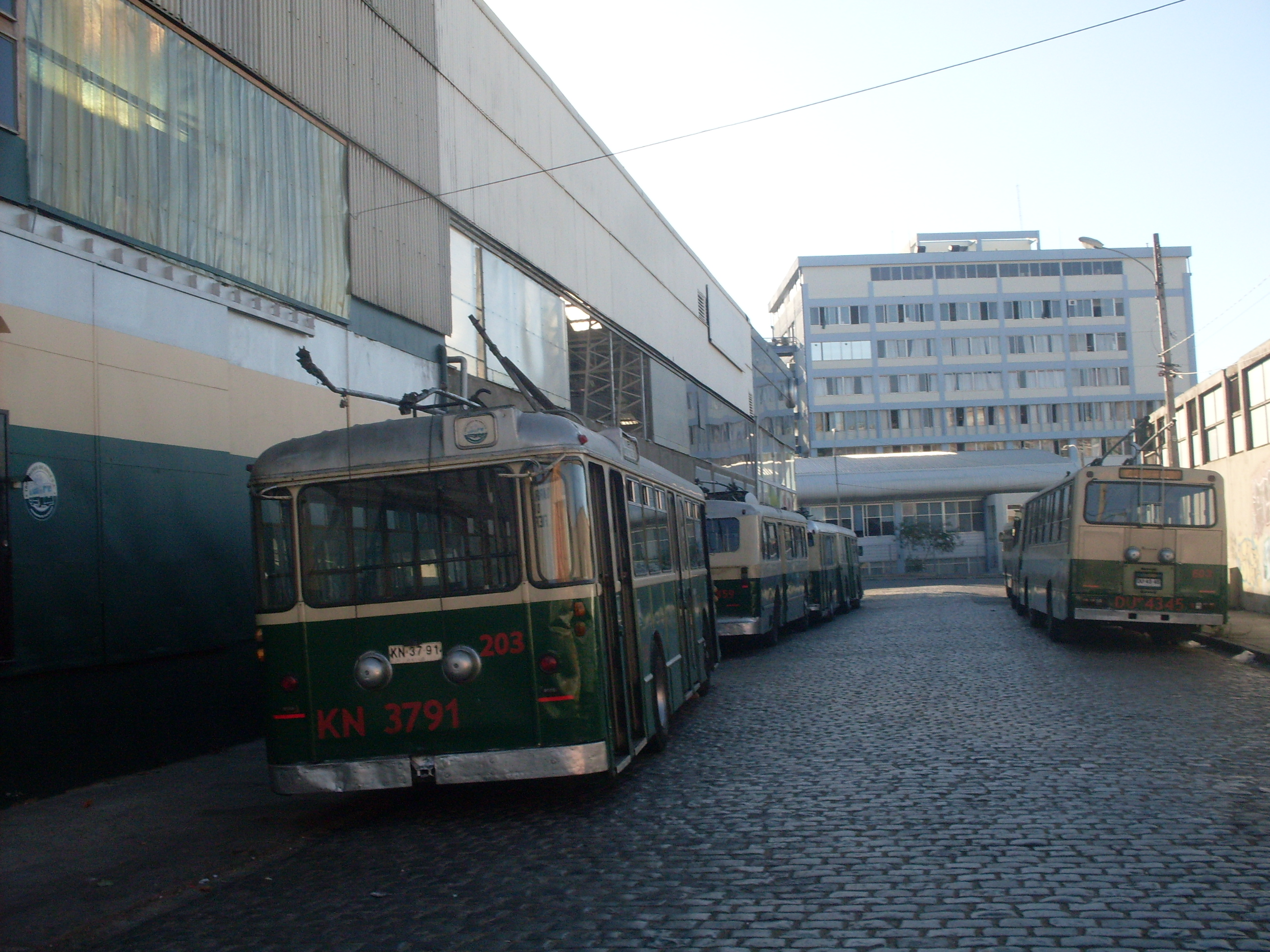
Abgestellte Wagen neben dem Depot

### An Valparaíso geliefert
Zur Betriebseröffnung 1952 beschaffte die ENT von der Pullman Palace Car Company aus den Vereinigten Staaten 30 Solowagen des Typs Pullman Standard TC-48. Sie waren die letztproduzierten O-Busse dieses Herstellers überhaupt und erhielten in Valparaíso die Betriebsnummern 701 bis 730. Die elektrische Ausrüstung dieser Serie stammt von General Electric (GE). Von ihnen sind noch die fünf Wagen 709, 714, 715, 721 und 723 in Betrieb, sie wurden 2003 unter Denkmalschutz gestellt.

### Aus Santiago de Chile übernommen
In den 1970er Jahren wurden immer mehr Wagen aus Santiago de Chile nach Valparaíso transferiert, dort wurden sie infolge von Streckeneinstellungen zunehmend überflüssig. Wie viele Exemplare im Laufe der Jahre insgesamt an Valparaíso abgegeben wurden, ist nicht überliefert. Hierbei handelte es sich um in der zweiten Hälfte der 1940er Jahre produzierte Wagen einer zusammen 100 Exemplare umfassenden Serie des Typs 43-CX. Sie stammen ebenfalls von der Pullman Palace Car Company, unterscheiden sich jedoch äußerlich etwas von den für Valparaíso beschafften Fahrzeugen. Ihre Elektrik stammt ebenfalls von General Electric. Elf Wagen dieser Serie (801, 802, 804, 806, 818, 821, 822, 824, 832, 859 und 888) wurden 1986 neu karossiert, erkennbar an den abweichenden Front- und Seitenfenstern. Von diesen Oldtimern sind noch neun Stück im Einsatz, darunter die acht modernisierten Wagen 116 (bis 1991 Nummer 820), 801, 802, 806, 821, 832, 859 und 888 sowie der nicht-modernisierte Wagen 814. Die 800er-Wagen sind die ältesten planmäßig eingesetzten Oberleitungsbusse der Welt, auch sie stehen unter Denkmalschutz.
1991 beschaffte die ETCE anlässlich der bevorstehenden Wiedereröffnung des Hauptstadtbetriebs acht fabrikneue Solo-Oberleitungsbusse aus der Volksrepublik China. Die Wagen vom Typ Shenfeng SY-D60C stammen vom Hersteller Norinco und wurden unter den Betriebsnummern 601 bis 608 in den Bestand eingereiht. Vier von ihnen gelangten später nach Valparaíso, davon sind die Wagen 601 und 604 mittlerweile verschrottet, Wagen 603 wurde 2014 ausgemustert, lediglich Wagen 607 befindet sich noch im Einsatz.

### Aus der Schweiz übernommen

#### Lieferung aus den 1990er Jahren
In den Jahren 1991 und 1992 erwarb die Gesellschaft schließlich insgesamt 31 gebrauchte Schweizer Trolleybusse aus den 1950er und 1960er Jahren, darunter erstmals auch Gelenkwagen. Die Gebrauchtwagen verschiedener Fabrikate stammen vom Trolleybus Genf, vom Trolleybus Schaffhausen, vom Trolleybus St. Gallen und vom Trolleybus Zürich und erreichten Chile wie folgt:
| 22. September 1991 | Zürich       | FBW / SWS / MFO                        | GTr51        | Gelenk      | 105, 107, 109, 111, 129, 132 |
| Januar 1992        | Genf         | Berna / SWS / SAAS                     | 4 GTP        | Gelenk      | 609, 618                     |
| Januar 1992        | Zürich       | FBW / Ramseier & Jenzer / SAAS         | 91 GTL       | Gelenk      | 73                           |
| 9. April 1992      | St. Gallen   | Saurer / Hess / SAAS                   | 4 TP         | Solo        | 142–144, 146–147             |
| 25. November 1992  | Genf         | Berna / SWP / SAAS                     | 4 GTP        | Gelenk      | 602–605, 611–613, 621        |
| 6. Dezember 1992   | Genf         | Berna / SWP / SAAS FBW / Hess / SAAS   | 4 GTP 91 GTS | Gelenk      | 607, 615–617 643–644         |
| 6. Dezember 1992   | Schaffhausen | Berna / SWP / Ramseier & Jenzer / SAAS | 4 GTP 4 TP-A | Gelenk Solo | 102–103 203                  |

Ein Teil der Schweizer Wagen war dabei für die 1991 wiedereröffnete Linie in der Hauptstadt bestimmt und kam nie zum hier behandelten Betrieb. Mittlerweile sind alle in den 1990er Jahren übernommenen Schweizer Wagen ausgemustert, zuletzt ging im August 2017 der Schaffhauser Wagen 203 von 1966 außer Betrieb. Letzter Schweizer Gelenkwagen war der Ende Dezember 2016 ausgemusterte Wagen 503 (ehemals Zürich 129), seither sind in Valparaíso nur noch Solowagen im Einsatz.

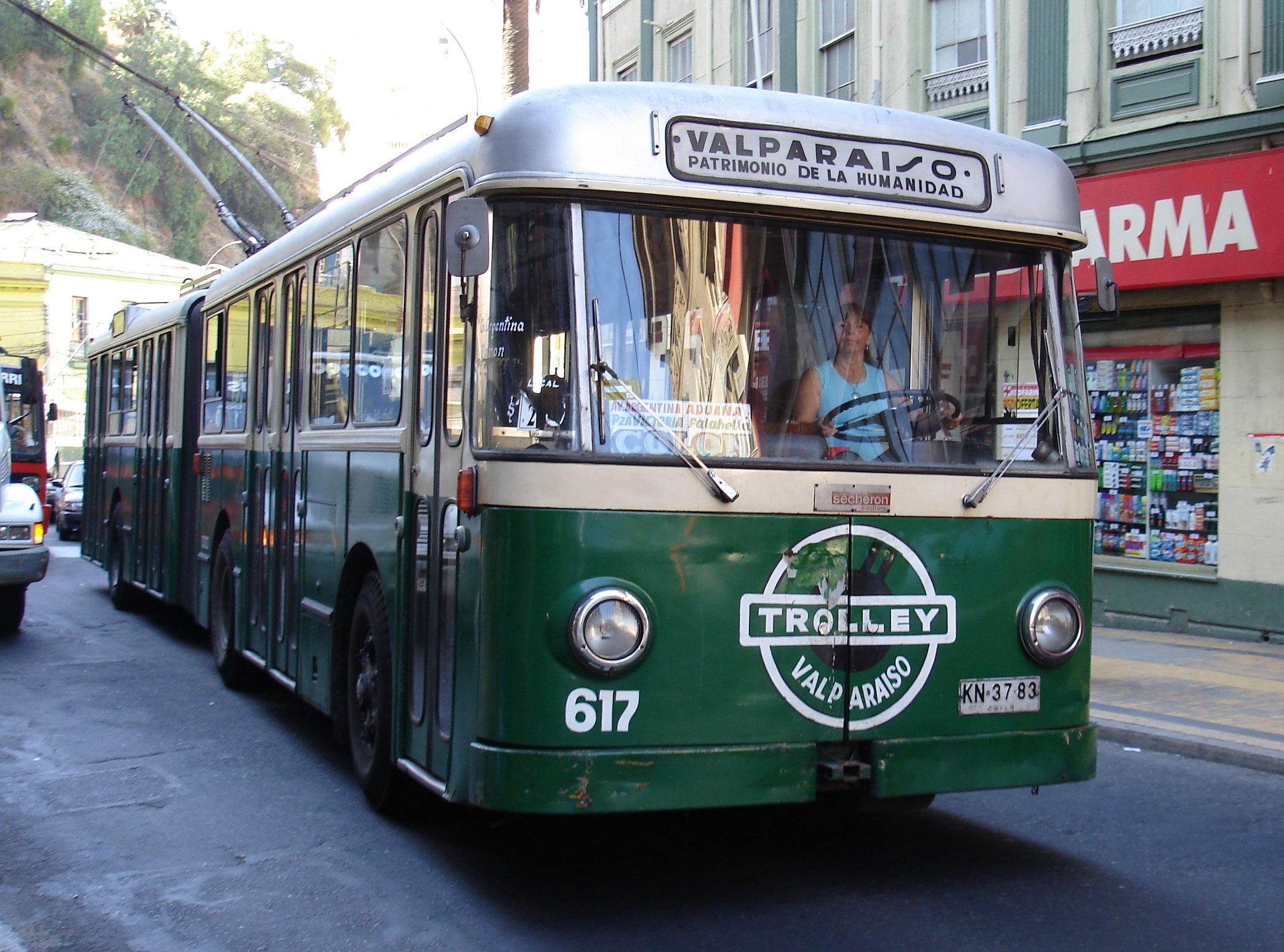
Berna-Gelenktrolleybus 617 aus Genf
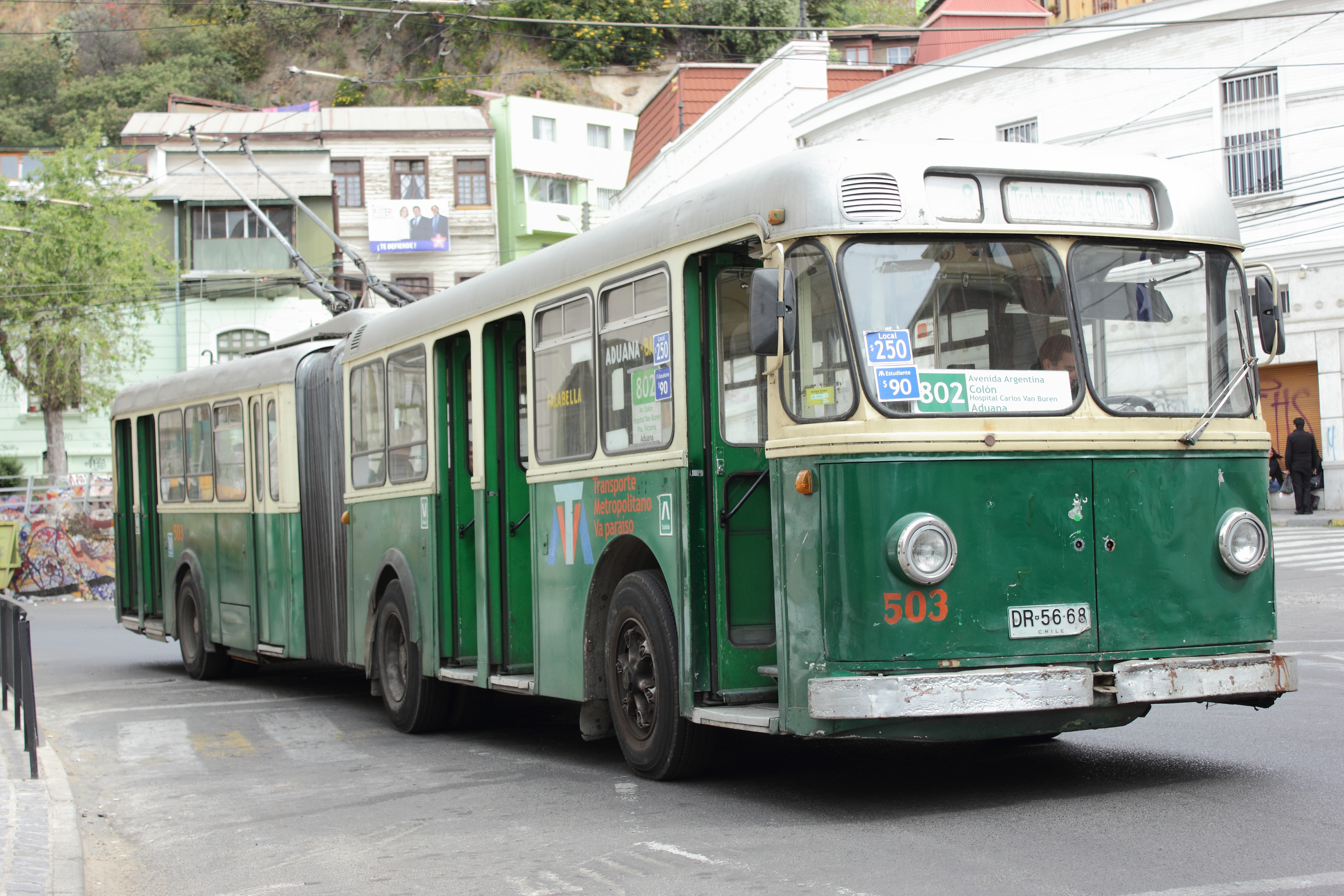
Wagen 503 aus Zürich, wo er ursprünglich die Nummer 129 trug
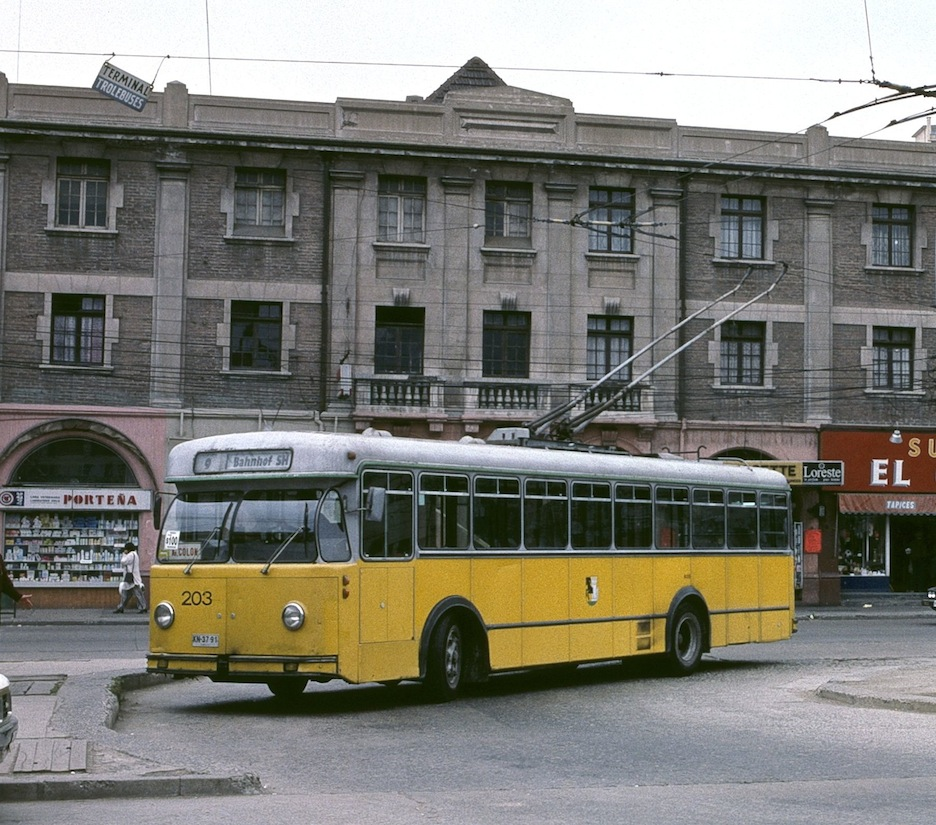
Der aus Schaffhausen stammende Berna-Trolleybus 203 des Baujahrs 1966, hier 1996 noch in alter Lackierung

#### Lieferung von 2014/15 und 2017

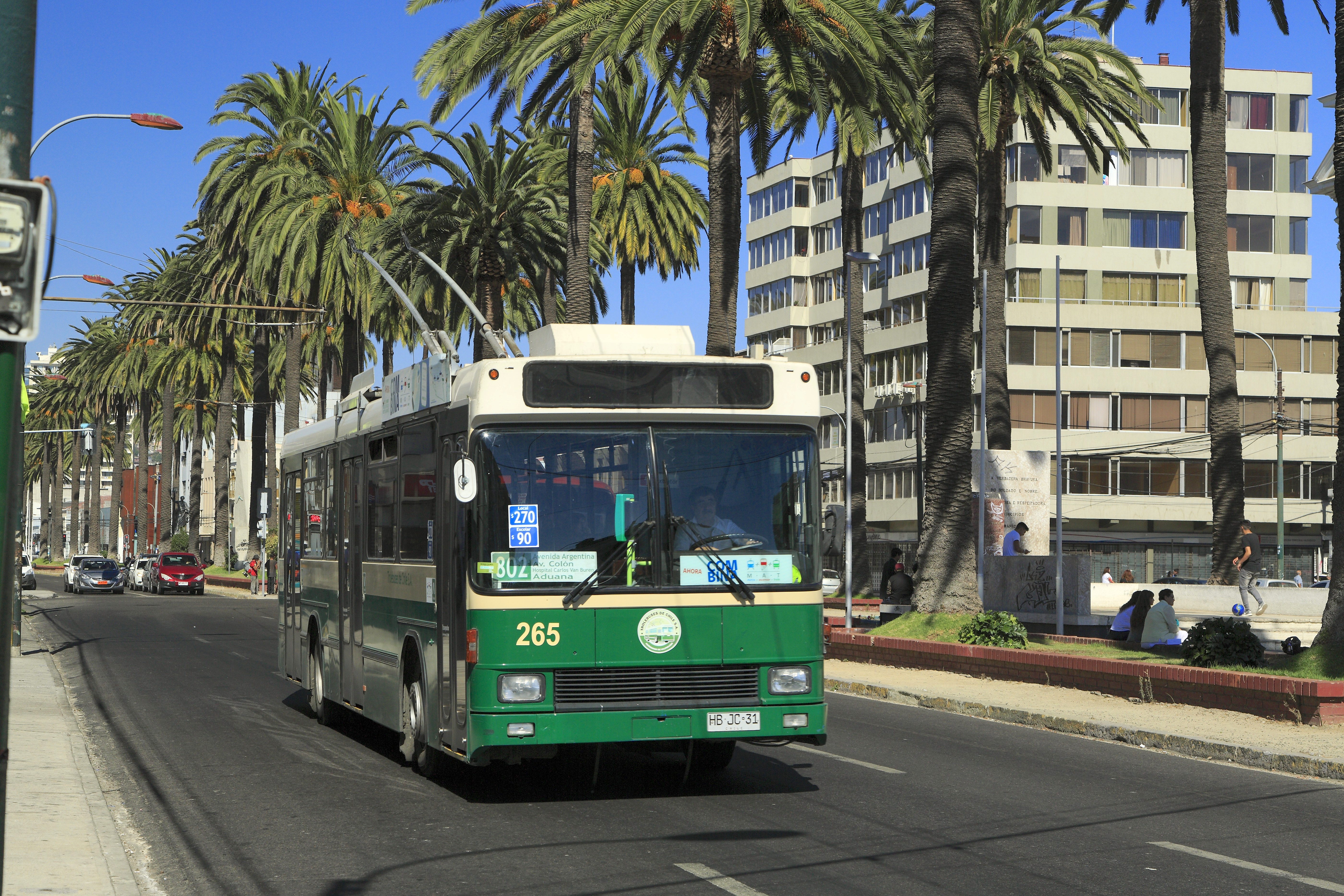
NAW-Wagen 265

Zehn beim Trolleybus Luzern im Herbst 2014 ausgemusterte NAW/Hess/Siemens BT 5-25 wurden für den symbolischen Preis von 5000 Schweizer Franken pro Stück nach Valparaíso verkauft. Es handelt sich um die Nummern 265, 266, 268–270, 272, 273, 275, 276 und 278, welche zuvor für den Anhängerbetrieb in Luzern benötigt wurden und ihre Fahrzeugnummern in Valparaíso behielten. Der erste Wagen wurde im Mai 2014 per Lastwagen nach Hamburg überführt, wo er nach Valparaíso verschifft wurde, wo er am 28. Juni 2014 ankam. Die weiteren neun Wagen folgten bis zum 6. Januar 2015. Nach rechtlichen Hürden bezüglich des Betriebs von Importfahrzeugen sowie einer Umlackierung in das grün-beige Farbschema gelangten die Fahrzeuge ab dem 24. März 2015 in den Fahrgastbetrieb.
Im Januar 2017 kündigte der Betreiber Trolebuses de Chile SA an, im Jahr 2017 fünf weitere Fahrzeuge aus Luzern übernehmen zu wollen.

## Betrieb
Insgesamt befinden sich 26 Oberleitungsbusse im Bestand der TCSA. Darüber hinaus existiert noch der ehemalige St. Galler Wagen 142, der seit dem 17. November 2008 als Wartehalle und Souvenir-Verkaufsstelle an der Endhaltestelle Estación de Trolebúses dient. Für die Instandhaltung der Oberleitung steht außerdem ein Turmwagen zur Verfügung.
Die Betriebszeiten sind montags bis freitags von 7:00 bis 20:30 Uhr und samstags von 8:00 bis 20:30 Uhr, sonntags ruht der Betrieb.
Planmäßig sind in den Hauptverkehrszeiten bis zu 18 Kurse gleichzeitig im Einsatz, wobei ein Drei-Minuten-Takt angeboten wird. In den Nebenverkehrszeiten wird alle sechs Minuten gefahren. Eine kurze Verlängerung von der bisherigen Endstelle Estación de Trolebúses zur Station Barón der Metro Valparaíso ist im Bau.